# Aidanosagitta septata
Aidanosagitta septata är en djurart som tillhör fylumet pilmaskar, och som först beskrevs av Doncaster 1903.  Aidanosagitta septata ingår i släktet Aidanosagitta och familjen Sagittidae. Inga underarter finns listade i Catalogue of Life.